# Il futuro
Il futuro, conocida en español como El futuro, es una película de 2013 de la directora chilena Alicia Scherson, protagonizada por el actor neerlandés Rutger Hauer y la actriz chilena Manuela Martelli, basada en la novela de Roberto Bolaño Una novelita lumpen.
Fue estrenada el 19 de enero de 2013 en el Festival de Cine de Sundance. Su lanzamiento en cines fue en Chile el 6 de junio del mismo año.

## Argumento
La trama se basa en la de la novela Una novelita lumpen (2002) del escritor chileno Roberto Bolaño. En un accidente de carretera, los hermanos adolescentes Bianca y Tomás quedan huérfanos. Entonces abandonan la escuela y se sumergen en una vida oscura y peligrosa, donde conocen a otros jóvenes con los cuales inician una extraña amistad. En eso conocerán a Maciste, un viejo actor italiano que vive solo en una mansión derruida, con el cual se comenzarán a relacionar.

## Reparto
- Manuela Martelli - Bianca
- Rutger Hauer - Maciste
- Luigi Ciardo - Tomás
- Nicolás Vaporidis - Libio
- Alessandro Giallocosta - Boloñés

## Preproducción y rodaje
La directora Alicia Scherson había anteriormente trabajado ya con Martelli en un cortometraje, y ambas querían trabajar juntas en un largometraje. Hauer fue elegido pues cumplía con el perfil del personaje en la novela, mientras que los actores italianos fueron elegidos a través de un largo casting en Roma.
La película fue rodada utilizando el idioma italiano, inglés y español. Los actores chilenos fueron dirigidos en español, los italianos en su respectivo idioma, y los holandeses en inglés.

## Premios
| Año  | Evento                                     | Premio o Categoría                         | Resultado |
| ---- | ------------------------------------------ | ------------------------------------------ | --------- |
| 2013 | Festival de Cine Iberoamericano de Huelva  | Mejor Actriz                               | Ganadora  |
| 2013 | Festival de Cine Iberoamericano de Huelva  | Mejor Director                             | Ganadora  |
| 2013 | Festival Internacional de Cine de Róterdam | Premio KNF (Mejor película)                | Ganadora  |
| 2013 | Festival Internacional de Cine de Róterdam | Premio a la pantalla grande                | Nominada  |
| 2013 | Festival de Cine de Sundance               | Premio Grand Jury (Cine del mundo - Drama) | Nominada  |